# هير رانجها
هير رانجها تعد واحدة من العديد من قصص الحب  التراجيدية الشعبية البنجابية. والأخرى هي ميرزا ساهيبا وسوهني ماهيوال.
```
هناك العديد 
من الروايات
 الشعرية للقصة، اكثرها شهرة «هير» والتي كتبت عام 
1766
 بقلم 
وارث شاه
. وهي تروي قصة حب هير وعشيقها رانجها.
```

## التاريخ

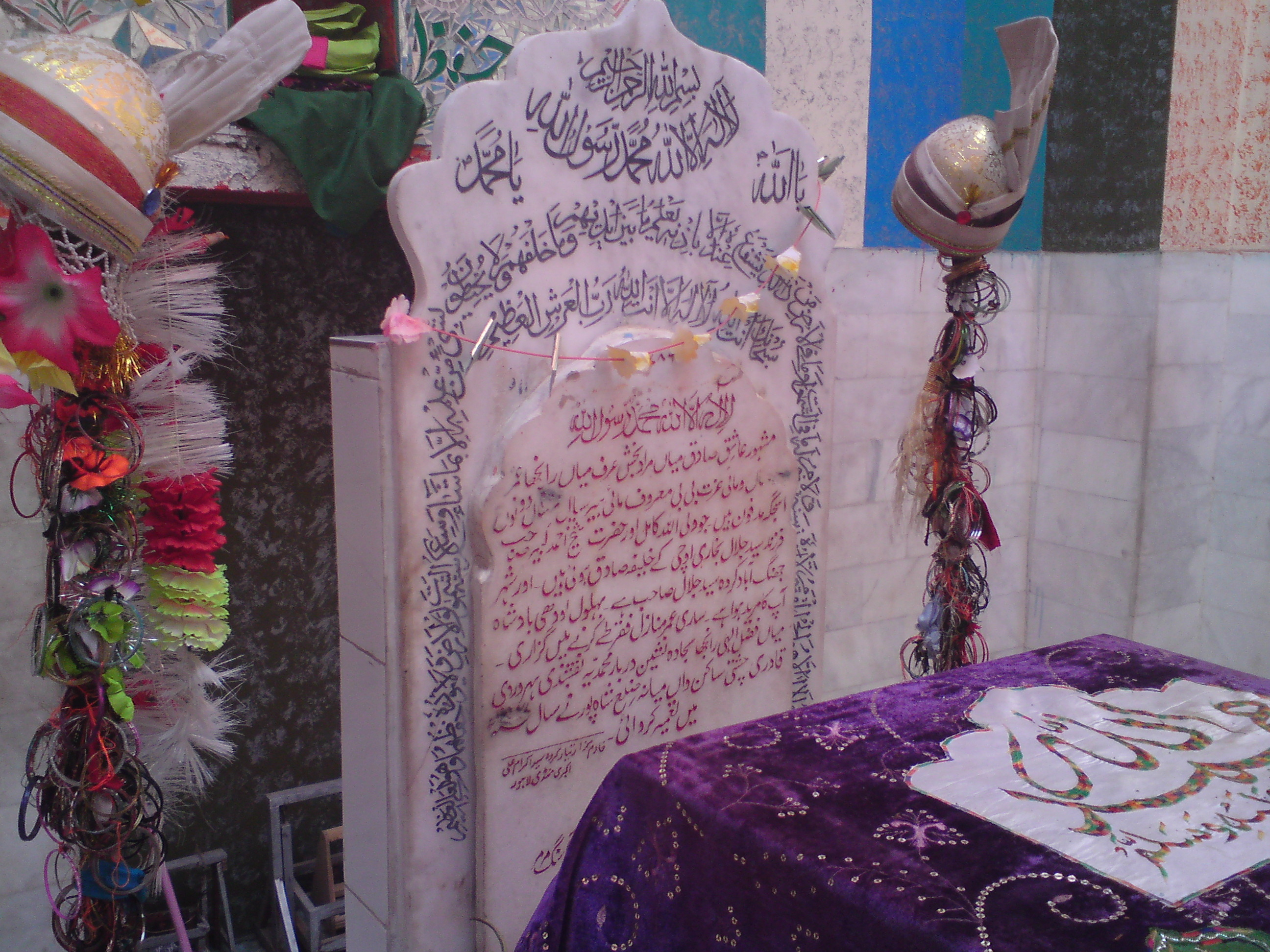
قبر هير رانجها

هير رانجها كانت قد كتبت على يد وارث شاه. يقول بعض المؤرخين ان القصة هي العمل الاصلي للشاه، كتبت بعد ان وقع في حب فتاة تدعى بهاج بهاري. آخرين قالوا ان هير ورانجها شخصيات حقيقية عاشت في عهد سلالة لودي وان واريس شاه قام لاحقا باستخدام هذه الشخصيات في قصته. كما نص شاه على ان القصة تحمل معني اعمق، مشيرة إلى السعي الدؤوب الذي يمتلكه الإنسان تجاه الله.